# Les Fleurs du mal (album de Therion)
Pour les articles homonymes, voir Les Fleurs du mal (homonymie).
Albums de Therion
Sitra Ahra
(2010)
Les Fleurs du mal est le quinzième album du groupe suédois de métal symphonique Therion publié le 28 septembre 2012. 
Composé de reprises, cet album est un projet artistique visant à célébrer le 25e anniversaire du groupe. C'est Christofer Johnsson lui-même qui le produit puisque le label du groupe, Nuclear Blast, refuse de le faire. L'album est disponible sur le site officiel du groupe ou sur les dates de la tournée The Flowers Of Evil, qui passa par Paris le 1er octobre 2012. Le groupe signe un contrat avec le label End of the Light Records afin de produire l'album sur la zone nord-américaine.
Reprenant le titre du recueil de poèmes de Charles Baudelaire publié en 1857, l'album est composé de reprises de chansons françaises des années 1960 et 1970, en particulier de la période Yéyé, et est donc entièrement chanté en Français.

## Liste des chansons
| No  | Titre                           | Paroles                | Musique             | artiste original | Durée |
| --- | ------------------------------- | ---------------------- | ------------------- | ---------------- | ----- |
| 1.  | Poupée de cire, poupée de son   | Serge Gainsbourg       | Gainsbourg          | France Gall      | 2:51  |
| 2.  | Une fleur dans le cœur          | Christian Schaeffer    | Pawson/Chambers     | Victoire Scott   | 3:03  |
| 3.  | Initials B.B.                   | Gainsbourg             | Gainsbourg          | Gainsbourg       | 3:44  |
| 4.  | Mon amour, mon ami              | Eddy Marnay            | André Popp          | Marie Laforêt    | 4:35  |
| 5.  | Polichinelle                    | Pierre Saka            | Jean Bernard        | France Gall      | 2:28  |
| 6.  | La Maritza                      | Pierre Delanoë         | Jean Renard         | Sylvie Vartan    | 3:54  |
| 7.  | Sœur Angélique                  | Michel Rivgauche       | Georges Liferman    | Annie Philippe   | 3:05  |
| 8.  | Dis-moi poupée                  | Jean Albertini         | Johnny Rech         | Isabelle         | 3:24  |
| 9.  | Lilith                          | Léonie                 | Karl-Heinz Schäfer  | Léonie           | 2:30  |
| 10. | En Alabama                      | Sébastien Poitrenaud   | Jean-Claude Vannier | Léonie           | 2:39  |
| 11. | Wahala Manitou                  | Étienne Roda-Gil       | Christophe          | Léonie           | 2:34  |
| 12. | Je n'ai besoin que de tendresse | Claire Dixon           | Daniel Faure        | Claire Dixon     | 2:14  |
| 13. | La Licorne d’or                 | Christian Turban       | Michel Bernholc     | Victoire Scott   | 2:45  |
| 14. | J'ai le mal de toi              | Michaële/Georges Costa | Gabriel Yared       | Betty Mars       | 2:51  |
| 15. | Poupée de cire, poupée de son   | Gainsbourg             | Gainsbourg          | France Gall      | 2:31  |
| 16. | Les Sucettes                    | Gainsbourg             | Gainsbourg          | France Gall      | 2:40  |